# Дзвоново (Валецький повіт)
Дзвоново (пол. Dzwonowo) — село в Польщі, у гміні Члопа Валецького повіту Західнопоморського воєводства. Населення — 169 осіб (2011).
У 1975—1998 роках село належало до Пільського воєводства.

## Демографія
Демографічна структура станом на 31 березня 2011 року:
|          | Загалом | Допрацездатний вік | Працездатний вік | Постпрацездатний вік |
| -------- | ------- | ------------------ | ---------------- | -------------------- |
| Чоловіки | 89      | 10                 | 74               | 5                    |
| Жінки    | 80      | 13                 | 47               | 20                   |
| Разом    | 169     | 23                 | 121              | 25                   |